# Li Xiao
Li Xiao (李晓S, Lǐ XiǎoP; 17 luglio 1967) è un allenatore di calcio ed ex calciatore cinese, di ruolo attaccante.

## Palmarès

### Giocatore

#### Competizioni nazionali
- Campionato cinese: 1

Shanghai Greenland: 1995